# Wirtschaftsassistent
Staatlich geprüfter Wirtschaftsassistent ist ein Ausbildungsberuf, der meist rein schulisch und meist an Berufsfachschulen oder Berufskollegs absolviert wird. Die Ausbildung dauert zwei Jahre. In Bremen gibt es im Anschluss an die 10. Schulklasse einen vierjährigen, doppelqualifizierenden Bildungsgang, welcher an der Europaschule SZ Sek II Utbremen angeboten wird. Dieser verbindet den Erwerb der allgemeinen Hochschulreife (Abitur) mit der Berufsausbildung zum Wirtschaftsassistenten Fachrichtung Fremdsprachen. In Baden-Württemberg gibt es in den verschiedenen Arten des Berufskollegs Bildungsgänge, die zur Fachhochschulreife führen und den Wirtschaftsassistenten in Form einer Zusatzprüfung ermöglichen. Dieses Zusatzprogramm erweitert die in den Berufskollegs angebotene fachliche Ausbildung und ermöglicht so den Abschluss als Staatlich geprüfter Wirtschaftsassistent. Wirtschaftsassistenten der Fachrichtung Betriebswirtschaft erledigen kaufmännisch-verwaltende Aufgaben im mittleren Management. Sie arbeiten in den Verwaltungsabteilungen von Unternehmen der verschiedensten Wirtschaftsbereiche. 

## Wirtschaftsassistent IHK
Zudem konnte man sich zum bundesweit anerkannten Wirtschaftsassistent IHK der Industrie- und Handelskammer Nordschwarzwald weiterbilden. Wirtschaftsassistent IHK ist ein öffentlich-rechtlicher Weiterbildungsabschluss. 
2007 wurde diese Weiterbildung durch die Aufstiegsfortbildung zum (Geprüfter) Wirtschaftsfachwirt (IHK) ersetzt. 
Es gab die Möglichkeit eines 24-monatigen Fernlehrgangs unter fachlicher Anleitung verschiedener Bildungsanbieter, die die Teilnehmer auf die Abschlussprüfungen der IHK Nordschwarzwald vorbereiteten. Ziel war es, fundiertes Wissen über innerbetriebliche Zusammenhänge und gesamtwirtschaftliche Abhängigkeiten zu vermitteln. Die Absolventen wurden zu einer generalistisch qualifizierten Fach- und Führungskraft ausgebildet. Inhalte der Weiterbildung waren insbesondere: Volks- und betriebswirtschaftliche Grundlagen, Recht, EDV, Informations- und Kommunikationstechniken, Rechnungswesen, Betriebswirtschaftslehre/Organisationslehre, Steuern. Arbeitsmethodik und Führung, Lösung einer situationsbezogenen Aufgabe im Prüfungsgespräch. Nach Bestehen von sieben schriftlichen und einer mündlichen Prüfung vor der IHK Nordschwarzwald in Pforzheim wurde der Abschluss Wirtschaftsassistent IHK verliehen. 